# Kanton Vif
Kanton Vif (fr. Canton de Vif) je francouzský kanton v departementu Isère v regionu Rhône-Alpes. Skládá se ze šesti obcí.

## Obce kantonu
- Claix
- Le Gua
- Le Pont-de-Claix
- Saint-Paul-de-Varces
- Varces-Allières-et-Risset
- Vif